# Arabela (Ouro Verde)
Arabela é um bairro rural e foi um distrito do município brasileiro de Ouro Verde, no interior do estado de São Paulo.

## História

### Origem
O então distrito de Arabela teve origem no povoado de Virgínia. Em 20/01/1962 foi inaugurada pela Companhia Paulista de Estradas de Ferro uma parada ferroviária de passageiros na Linha Tronco Oeste (Itirapina-Panorama) para atender o distrito, mas que foi desativada anos depois pela FEPASA.

### Formação administrativa
- Distrito criado pela Lei n° 2.456 de 30/12/1953, com sede no povoado de Virgínia e terras do distrito de Ouro Verde[4][5].
- Decreto nº 33.433 de 18/08/1958 - Cria a 1.ª subdelegacia de polícia no distrito de Arabela, no município de Ouro Verde[6].
- Através de lei municipal o distrito foi extinto.

### Pedido de emancipação
O distrito tentou a emancipação político-administrativa e ser elevado à município, através de processo que deu entrada na Assembléia Legislativa do Estado de São Paulo no ano de 1958, mas como não atendia os requisitos necessários exigidos por lei para tal finalidade, o processo foi arquivado.

## Geografia

### Demografia

#### População urbana
| Crescimento população urbana | Crescimento população urbana | Crescimento população urbana | Crescimento população urbana |
| Censo                        | Pop.                         |                              | %±                           |
| ---------------------------- | ---------------------------- | ---------------------------- | ---------------------------- |
| 1960                         | 494                          |                              | —                            |
| 1980                         | 0                            |                              | —                            |
| 1991                         | 0                            |                              | —                            |
| 2000                         | 0                            |                              | —                            |
| 2010                         | 0                            |                              | —                            |
| Fonte: IBGE e Fundação SEADE |                              |                              |                              |

#### População total
Pela Contagem da População 1996 (IBGE), quando Arabela ainda era distrito, a população total era de 109 habitantes.
No Censo 2010 (IBGE) o bairro não tinha seu perímetro delimitado pelo IBGE, com este apenas fazendo parte de setores rurais. Assim a população rural do seu entorno era de 409 habitantes.

## Serviços públicos

### Registro civil
O Cartório de Registro Civil das Pessoas Naturais do distrito foi extinto pelo Decreto-Lei nº 158 de 28/10/1969, e seu acervo foi recolhido ao cartório do distrito sede do município.